# Merkwiller-Pechelbronn
Merkwiller-Pechelbronn (Duits: Merkweiler-Pechelbronn)  is een gemeente in het Franse departement Bas-Rhin (regio Grand Est) en telt 859 inwoners (2005).
De plaats maakt sinds de oprichting op 1 januari 2015 deel uit van het kanton Reichshoffen in het arrondissement Haguenau-Wissembourg. Tot 1 januari 2015 was het deel van het kanton Soultz-sous-Forêts in het arrondissement Wissembourg, die op die dag beide werden opgeheven.

## Geografie
De oppervlakte van Merkwiller-Pechelbronn bedraagt 3,8 km², de bevolkingsdichtheid is 226,1 inwoners per km².
De onderstaande kaart toont de ligging van Merkwiller-Pechelbronn met de belangrijkste infrastructuur en aangrenzende gemeenten.

## Demografie
Onderstaande figuur toont het verloop van het inwonertal (bron: INSEE-tellingen).

## Geboren
- Jacqueline Berenstein-Wavre (1921-2021), Zwitserse onderwijzeres, feministe en politica